# Uvaria macrantha
Uvaria macrantha este o specie de plante angiosperme din genul Uvaria, familia Annonaceae, descrisă de Justus Carl Hasskarl. Conform Catalogue of Life specia Uvaria macrantha nu are subspecii cunoscute.